# Georgenberger Handfeste
Die Georgenberger Handfeste ist eine von zwei Urkunden, die am 17. August 1186 auf dem Georgenberg in Enns (heute Alte Ennsburg im Schlosspark Ennsegg) ausgestellt wurden, und welche die zukünftige Unteilbarkeit der Herzogtümer Österreich und Steiermark sicherstellen sollte.

## Urkunden
Die größere der beiden Urkunden, die Georgenberger Handfeste genannt wird, berichtet über eine Abmachung zwischen dem Herzog der Steiermark, Ottokar IV. aus dem Geschlecht der Traungauer, und dem Herzog von Österreich, Leopold V. aus dem Geschlecht der Babenberger. Der kinderlose und unheilbar kranke Ottokar vererbte sein Herzogtum an Leopold und dessen Sohn Friedrich mit der Bestimmung, dass Österreich und die Steiermark für immer ungeteilt bleiben sollten.
Die kleine Georgenberger Urkunde erwähnt ebenfalls den Entschluss Ottokars, Leopold und Friedrich zu seinen Erben einzusetzen, und setzt fest, dass die schriftlich festgelegten Rechte der Ministerialen und Landleute unangetastet bleiben sollen. Auch die Rechte des städtischen Bürgertums wurden erstmals schriftlich festgelegt; unter anderem das Erbrecht und verschiedene Fragen der Gerichtsbarkeit. Die Georgenberger Handfeste wurde daher auch als erster Ansatz eines „Bürgerlichen Gesetzbuches“ bezeichnet.

## Geschichte
Das Territorium des Herzogtums Steiermark reichte weit über das heutige Bundesland Steiermark hinaus, nicht nur ins heutige Slowenien (die Untersteiermark), sondern auch nach Oberösterreich (der Traungau, die Gegend um Wels und Steyr) und nach Niederösterreich (die Grafschaft Pitten, die heutigen Bezirke Wiener Neustadt und Neunkirchen).
Der Erbfall trat 1192 ein, seither ist die Steiermark mit Österreich verbunden (mit Ausnahme der Jahre 1194 bis 1196, der Zeit von 1379 bis 1457 sowie 1564 bis 1619 als jeweils habsburgische Nebenlinien Innerösterreich regierten sowie von 1254 bis 1260, als sie nach dem Frieden von Ofen weitgehend zu Ungarn gehörte und von 1477 bis 1485, in denen zwar bereits die Steiermark, aber noch nicht Österreich von Matthias Corvinus beherrscht wurde). Die Georgenberger Handfeste war der erste Schritt zur Bildung des Länderkomplexes Österreich, wie er sich dann vor allem unter den Habsburgern im Spätmittelalter vollzog.
Bis 1848 behielt die Georgenberger Handfeste formell Verfassungsrang. Das Original der Georgenberger Handfeste zählt zu den Schätzen des Steiermärkischen Landesarchivs in Graz. Eine Replik davon befindet sich im Zuseherbereich der Landstube im Grazer Landhaus, dem Sitzungssaal des Landtages Steiermark. Die kleine Georgenberger Urkunde wird im Stift Vorau verwahrt. 
2014 wurde die Urkunde in das Nationale Dokumentenerberegister „Memory of Austria“ aufgenommen.